# Angel (parfum)
Pour les articles homonymes, voir Angel.
Angel est le premier parfum signé par le styliste Thierry Mugler, datant de 1992, appartenant à Clarins jusqu'en 2020, qui l'a revendu à L'Oréal. De nos jours, avec son flacon en forme d'étoile à la couleur bleu ciel, il reste l'une des meilleures ventes en France.

## Historique
Dans les années 1990, Thierry Mugler, le « prince des podiums », est au sommet de sa gloire : ses looks futuristes à base de métal, ses défilés monumentaux, sont systématiquement attendus. « À l'époque, Thierry Mugler était une star et l'un des seuls créateurs à ne pas posséder sa licence de parfum » .
Sur les indications de Thierry Mugler, le nez Olivier Cresp créé la formule du parfum.
Au départ, aucun verrier ne veut fabriquer un flacon en forme d'étoile plate à cinq branches tel que l'a dessiné Jean-Jacques Urcun ; après deux ans de recherches, les verreries Brosse conçoivent un procédé exclusif. Le parfum, à l'odeur sucrée de patchouli, sort finalement en 1992. Alors qu'à l'époque les flacons sont majoritairement jaunes ou blancs, le parfum bleu devient rapidement un succès, un an après sa première commercialisation. 
Il est en 2011 le troisième parfum le plus vendu en France en valeur avec 3,2 % de part de marché, précédé du No 5 de Chanel et de J'adore de Christian Dior ; il est le premier en nombre de flacons vendus. À propos de ces trois parfums, Véra Strubi de Clarins précise : « Les grands parfums ont du caractère, […] Ce sont des parfums que l'on remarque et que l'on n'oublie pas ».

## Description
Le parfum Angel est composé de 30 % de patchouli, avec des notes fruitées, de bonbon, caramel et miel, ainsi qu'un peu de coumarine et de chocolat. Il se caractérise par sa couleur bleue et son flacon en forme d'étoile de cristal, qui contribuent à sa notoriété et son succès. 

## Publicités
En 1992, la campagne de lancement d'Angel met en scène le top-model français Estelle Lefébure à Manhattan, dont elle reste l'ambassadrice jusqu'en 1994. En 1995, Thierry Mugler fait appel au mannequin quadragénaire et ancienne compagne de Mick Jagger, Jerry Hall. Puis, Amy Wesson en 1998, Anna Maria Cseh en 2003 et Bianca Balti en 2006 lui succèdent. À partir de 2008, la marque renoue avec des égéries publicitaires plus renommées en choisissant l'actrice britannique Naomi Watts puis en 2011, l'actrice américaine d'origine cubaine Eva Mendes.
Pour son lancement en France, à la place d'une « fête somptueuse avec des VIP du monde entier » initialement prévue, la marque effectue une opération de marketing relationnel en créant un « Angel's Tour » : un camion aux couleurs du parfum sillonne le pays afin de proposer dans de nombreuses villes des échantillons, des cartes de fidélité, etc..

## Inspirations
Angel a par la suite été décliné en plusieurs autres fragrances, reprenant un nom similaire, une écriture identique mais de couleur différente à chaque fois :
- 1998 : Angel Innocent (créé par Laurent Bruyère), sans patchouli[11].
- 2005 : Angel Le Lys[12] (créé par Christine Nagel)
- 2005 : Angel Violette (créé par Françoise Caron)[12]
- 2005 : Angel Pivoine (créé par Olivier Cresp)[12]
- 2006 : Angel La Rose[13] (créé par Olivier Cresp)
- 2009 : Angel Sunessence, avec de l'hibiscus.
- 2009 : Angel Liqueur de Parfum, avec des fruits confits.

Angel ayant été plagié par la maison de parfums Molinard pour leur fragrance Nirmala, Thierry Mugler lui intente un procès qu'il gagne en 1999 ; le droit d'auteur du parfumeur dans cette affaire est ainsi reconnu par le tribunal de commerce de Paris,,.

## Récompenses
Aux États-Unis en 2007, les FiFi Awards de la Fragrance Foundation décernent à Angel le prix Hall of Fame. 
En 2010, il reçoit également le prix Hall of Fame - féminin aux Canadian Fragrance Awards.

## Postérité
Parmi les marques influencées : 
- Héritage de Guerlain (1992)
- Lolita Lempicka de Lolita Lempicka (1997)
- Hypnotic Poison de Dior (1998)
- Rahat Loukoum de Serge Lutens (1998)
- Coco Mademoiselle de Chanel (2001)
- Euphoria de Calvin Klein (2005)
- Miss Dior Chérie de Dior (2005)
- Black Orchid de Tom Ford (2006)
- Nina de Nina Ricci (2006)
- Love de By Kilian (2007)
- Loverdose de Diesel (2011)

#### Ouvrages
- Marie Bénédicte Gauthier, Parfums mythiques, La Martinière, 208 p.
- Annick Le Guérer, Le parfum des origines à nos jours, Odile Jacob, 2005, 406 p.
- (en) Luca Turin, Tania Sanchez, Perfumes:The A-Z Guide, Profile Books, 2010, 863 p.

#### Article
- Jacques Brunel, « La bonne étoile », Le monde Style,‎ 1er mars 2002